# فهرست کدهای ایزو ۳-۶۳۹
فهرست کدهای ایزو ۳–۶۳۹ فهرستی متشکل از ۷۷۷۶ زبان مورد استفاده بشر در طول تاریخ می‌باشد که به صورت کدهای ۳ حرفی که مخففی از نام بین‌المللی زبان هستند، در سال ۲۰۰۷ تحت عنوان ایزو ۶۳۹-۳ منتشر شده‌اند.

## جستارهای وبسته
- فهرست کدهای ایزو ۶۳۹-۱
- فهرست کدهای ایزو ۶۳۹-۲
- یونی‌کد
- کد زبان